# Хейл, Алан (старший)
Алан Хейл — старший (англ. Alan Hale Sr.), имя при рождении Руфус Эдвард Мэккахан (англ. Rufus Edward Mackahan; 10 февраля 1892 — 22 января 1950) — американский актёр театра и кино, а также кинорежиссёр и изобретатель 1910—1940-х годов. В титрах фильмов фигурировал как Алан Хейл.
За свою карьеру Хейл сыграл в 176 фильмах, среди которых наиболее значимыми были «Это случилось однажды ночью» (1934), «Стелла Даллас» (1937), «Приключения Робин Гуда» (1938), «Морской ястреб» (1940), «Они ехали ночью» (1940), «Клубничная блондинка» (1941), «Джентльмен Джим» (1942), «Пункт назначения – Токио» (1943), «Преследуемый» (1947) и «Звёзды в моей короне» (1950). В этих и многих других фильмах Хейл играл, как правило, значимые роли второго плана. Часто он снимался в роли помощника героев Эррола Флинна, он также играл с такими актёрами, как Джеймс Кэгни, Кларк Гейбл, Кэри Грант, Хамфри Богарт и Роберт Митчем.
За свою карьеру Хейл трижды сыграл Маленького Джона в фильмах о Робин Гуде 1922, 1938 и 1950 годов.
Его сын Алан Хейл — младший также стал актёром, наиболее известным по исполнению роли Шкипера в популярном телесериале «Остров Гиллигана» (1964—1967).

## Ранние годы жизни и начало карьеры
Алан Хейл — старший, имя при рождении Руфус Эдвард Маккэхан, родился 10 февраля 1892 года в Вашингтоне, округ Колумбия, США в семье производителя лекарств. После окончания Филадельфийского университета Хейл выбрал театральную карьеру и провел несколько лет на сцене, рассчитывая стать оперным певцом. В 1911 году в Филадельфии Хейл начал сниматься в качестве фарсового комика в фильмах компании Philly's Lubin Co.. Свой актёрский доход он дополнял случайными заработками в качестве газетчика и странствующего изобретателя (в какой-то момент он подумывал о том, чтобы стать остеопатом).

## Бродвейскаяя карьера
В 1913 году Алан Хейл дебютировал на бродвейской сцене в спектакле «Бедная маленькая богатая девочка» (1913). Позднее он играл в таких бродвейских спектаклях, как «Покачай дитя на прощанье» (1918), «Одинокий Ромео» (1919), «А вот и Роуи» (1928), «Мима» (1928—1929) и «Мы, народ» (1933).

## Карьера в немом кино

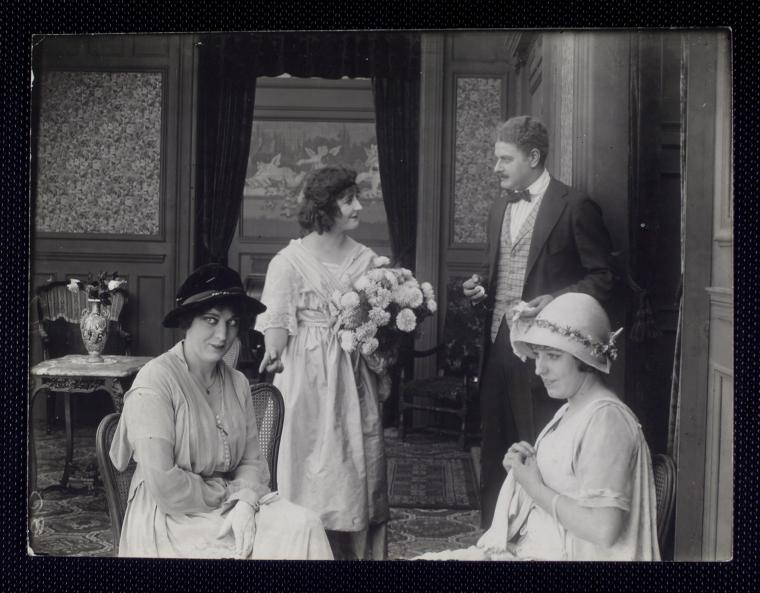
Алан Хейл в фильме «Роман Боба» (1915)

«Надежный экранный герой эпохи немого кино», в период с 1914 по 1919 год Хейл снялся в заметных ролях в 15 фильмах, среди которых «Джейн Эйр» (1914) и «Американо» (1916) с Дугласом Фэрбенксом.

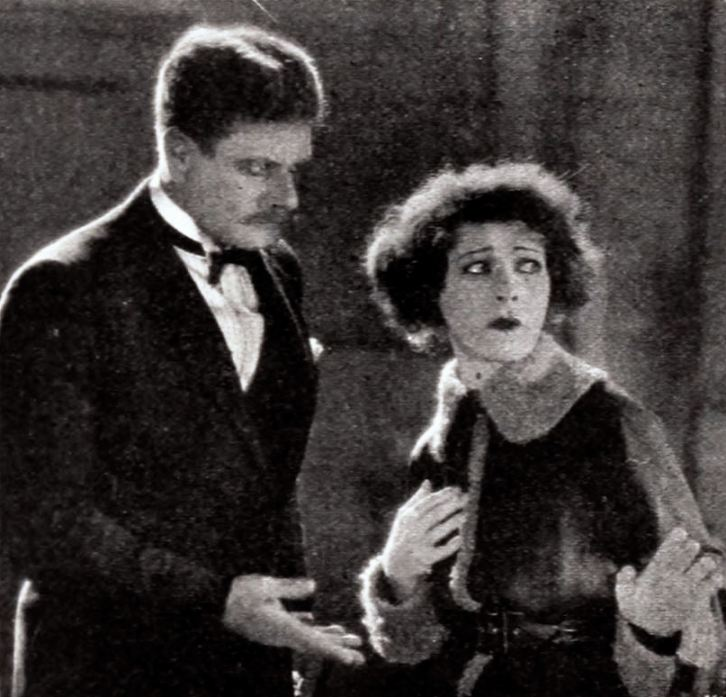
Алан Хейл и Алла Назимова в фильме «Кукольный дом» (1922)

В 1920-е годы Хейл почувствовал себя в определенной степени защищенным, когда стал очень востребован как крепкий характерный актер. В 1921 году Хейл сыграл в семи фильмах, среди которых «Четыре всадника Апокалипсиса» (1921) с Рудольфом Валентино, а год спустя — ещё в шести фильмах, включая «Кукольный дом» (1922) с Аллой Назимовой и «Робин Гуд» (1922) с Дугласом Фэрбенксом в заглавной роли, где Хейл впервые сыграл роль Маленького Джона. Роль Маленького Джона он позднее сыграл ещё дважды в фильмах о Робин Гуде 1938 года с Эрролом Флинном и 1950 года с Джоном Дереком. В 1923 году у Хейла было девять фильмов, среди которых вестерн «Крытый фургон» (1923) и мелодрама Джона Форда «Камео Кирби» (1923).
В 1924 году у актёра последовало пять фильмов, а в 1925 году — ещё четыре. Кроме того, в 1925 году Хейл впервые попробовал себя как режиссёр, поставив три фильма, в том числе вестерн «Отважное сердце» (1924). Год спустя он поставил ещё три фильма, а в 1927 году его последней режиссёрской работой стала комедия «Резиновые шины» (1927). В 1928 году Хейл снова стал много сниматься как актёр, сыграв в семи фильмах, в трёх из которых его экранным партнёром был Уильям Бойд. Наиболее заметными фильмами Хейла в 1928 году были комедия Мервина Лероя «О Кей!» (1928), драма «Коп» (1928), криминальная мелодрама Тэя Гарнетта «Игрок» (1928) и мелодрама «Небоскрёб» (1928). В 1929 году Хейл сыграл в четырёх фильмах, в том числе в мелодраме «Морской пехотинец» (1929), где его партнёром снова был Бойд.

## Карьера в звуковом кино
Как отмечает историк кино Хэл Эриксон, «звуковые фильмы сделали Хейла ещё более популярным, особенно в его многочисленных ролях ирландцев, хвастунов и „лучших приятелей“ главного героя на студии Warner Bros.». В биографии актёра на Turner Classic Movies также отмечается, что «после появления звука Хейл занял нишу крупного и доброго помощника главного героя в ряде приключенческих фильмов Warner Bros».
В 1931 году Хейл сыграл в пяти фильмах, среди которых мелодрама с Гретой Гарбо и Кларком Гейблом «Сюзанна Леннокс» (1931) и мелодрама с Хелен Хейс «Грех Мадлон Клоде» (1931).
В 1932 году Хейл появился в таких престижных фильмах, как мелодрама с Барбарой Стэнвик и Бетт Дэвис «Такой большой» (1932), мелодрама с Уорреном Уильямом и Глендой Фаррелл «Спичечный король» (1932) и романтическая комедия с Дугласом Фэрбенксом — младшим и Джоан Блонделл «Вокзал «Юнион Депо»» (1932). После двух малоинтересных картин в 1933 году Хейл сыграл в 14 фильмах год спустя. Среди них такие ленты, как комедия Фрэнка Капры с Кларком Гейблом «Это случилось однажды ночью» (1934), мелодрама с Клодетт Кольбер «Имитация жизни» (1934), мелодрама с Бетт Дэвис «Бремя страстей человеческих» (1934), приключенческий экшн Джона Форда «Потерянный патруль» (1934) и комедия с Мирной Лой «Бродвей Билл» (1934).
В 1935 году у Хейла было пять фильмов. Наиболее заметными в этот год были такие картин, как приключенческая мелодрама Сесиля Демилля с Лореттой Янг «Крестовые походы» (1935), историческая приключенческая драма «Гибель Помпеи» (1935) и романтическая комедия Уильяма Уайлера «Добрая фея» (1935). Среди шести фильмов Хейла в 1936 году наиболее успешной была комедия с Лорелом и Харди «Наши отношения» (1936). Год спустя он сыграл в таких значимых фильмах, как мелодрама Кинга Видора с Барбарой Стэнвик «Стелла Даллас» (1937), он также был капитаном гвардии в исторической приключенческой ленте по Марку Твену «Принц и нищий» (1937) с Эрролом Флинном в главной роли, и железнодорожным магнатом в приключенческой мелодраме «Высокий, широкоплечий и красивый» (1937), где его партнёршами были Айрин Данн и Дороти Ламур.

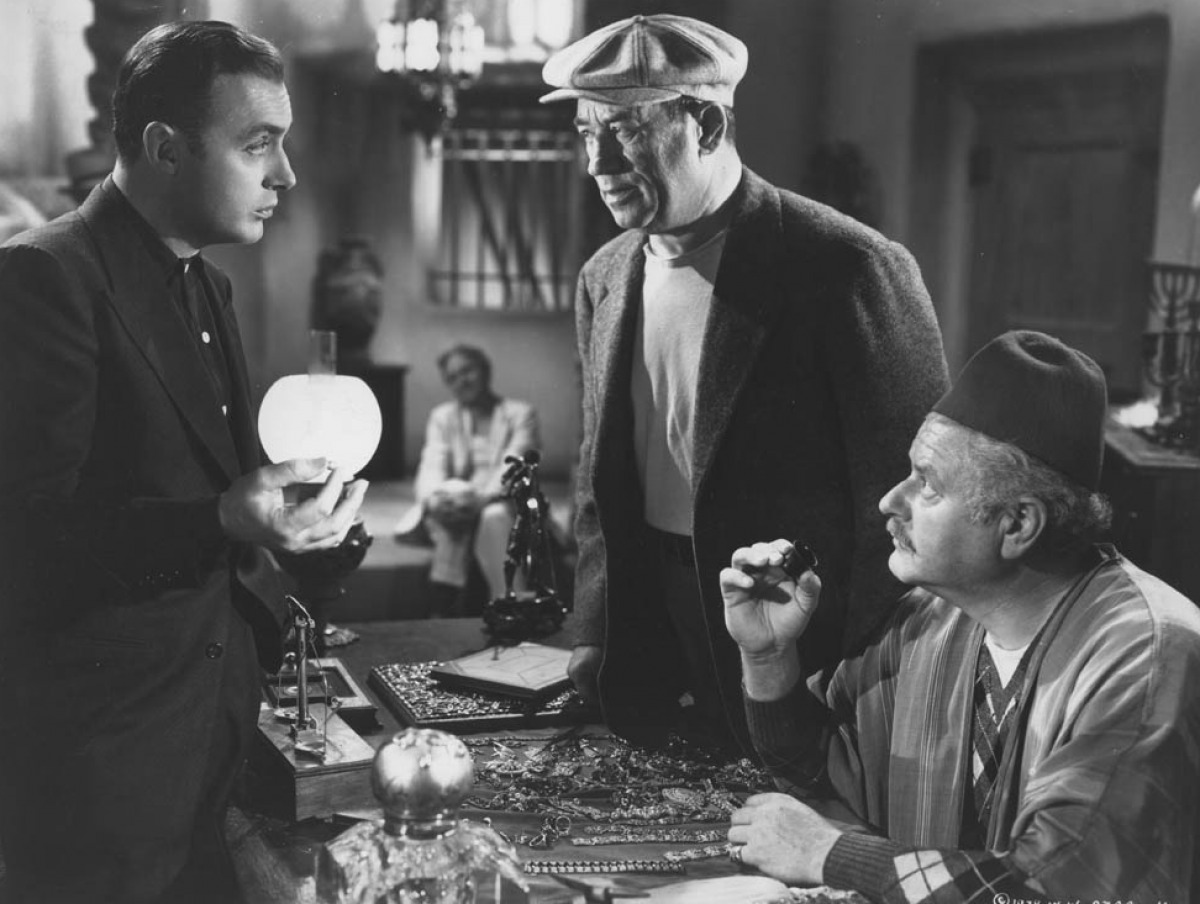
Шарль Буайе, Стэнли Филдс и Алан Хейл в фильме «Алжир» (1938)

В 1938 году вышел фильм «Приключения Робин Гуда» (1938), который был номинирован на «Оскар» как лучшая картина. У фильма был звёздный актёрский состав, возглавляемый Эрролом Флинном и Оливией де Хэвилленд, а Хейл сыграл в этом фильме важную роль Маленького Джона. Он также сыграл в криминальной мелодраме «Алжир» (1938) с участием Шарля Буайе и Хэди Ламарр и в мелодраме «Сёстры» (1938), главные роли в которой сыграли Эррол Флинн и Бетт Дэвис. Среди шести фильмов Хейла 1939 года были криминальная мелодрама с Джоном Гарфилдом «Пыль будет моей судьбой» (1939), где Хейл был редактором городской газеты, и приключенческая мелодрама с Луисом Хейуордом «Человек в железной маске» (1939), где Хейл был Портосом. В исторической мелодраме «Частная жизнь Елизаветы и Эссекса» (1939), с Бетт Дэвис и Эрролом Флинном в заглавных ролях Хейл сыграл важную роль предводителя ирландских повстанцев Хью О’Нила, с которым герой Флинна вступает в противоборство. Хейл снова сыграл вместе с Флинном и де Хэвилленд в успешном вестерне «Додж Сити» (1939), где предстал в образе слегка недалекого, но симпатичного и комичного Расти Харта, закадычного друга шерифа Уэйда Хаттона, которого сыграл Флинн.

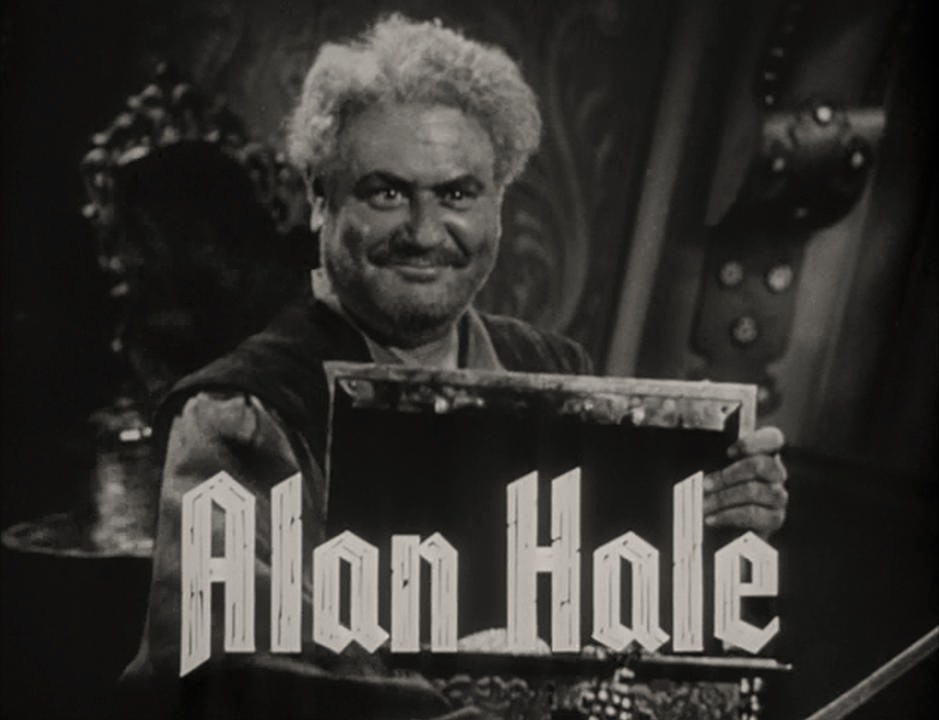
Алан Хейл в фильме «Морской ястреб» (1940)

В 1940 году Хейл сыграл в знаковом фильме нуар Рауля Уолша «Они ехали ночью» (1940) с участием Хамфри Богарта. Другими заметными фильмами года были вестерн с Флинном и де Хэвилленд «Дорога на Санта-Фе» (1940), ещё один вестерн с Флинном «Вирджиния-Сити» (1940), исторический приключенческий экшн с Флинном «Морской ястреб» (1940) и приключенческий экшн с Джеймсом Кэгни «Борющийся 69-й» (1940). В романтической комедии «Клубничная блондинка» (1941) Хейл сыграл с такими актёрами, как Кэгни, де Хэвилленд и Рита Хейворт. Другим заметным фильмом стала ещё одна комедия Рауля Уолша «Мужская сила» (1941) с участием Эдварда Г. Робинсона и Марлен Дитрих. Хейл также сыграл дворецкого в хоррор-комедии «Улыбающееся приведение» (1941) и был инспектором полиции в детективной комедии с Флинном «Шаги в темноте» (1941).
В 1942 году последовали ещё две картины Рауля Уолша с Флинном — военная драма «Отчаянное путешествие» (1942) и спортивная драма «Джентльмен Джим» (1942), а также военная драма Майкла Кёртиса с Кэгни «Капитаны облаков» (1942). В 1943 году Хейл сыграл в двух значимых военных картинах — «Война в Северной Атлантике» (1943) с Богартом и «Пункт назначения — Токио» (1943) с Кэри Грантом и Гарфилдом. Год спустя самой заметной картиной Хейла была биографическая драма «Приключения Марка Твена» (1944) с Фредриком Марчем в заглавной роли, а ещё через год он сыграл в романтической комедии с Розалинд Расселл «Грубо говоря» (1945), приключенческой экшне «Бог – мой второй пилот» (1945) и в военной драме «Отель «Берлин»» (1945).
В 1946 году вышла нуарная мелодрама с Айдой Лупино «Человек, которого я люблю» (1946), в которой Хейл создал колоритный образ помощника хозяина престижного ночного клуба. Год спустя у Хейла были роли в таких фильмах, как вестерн «Преследуемый» (1947) с участием Роберта Митчема и Терезы Райт, а также два фильма с Деннисом Морганом — биографический мюзикл «Моя дикая ирландская роза» (1947) и вестерн «Шайенн» (1947). В 1948 году вышли историческая приключенческая мелодрама с Флинном «Приключения Дон Жуана» (1948) и фильм нуар с Дэйном Кларком «Кнут» (1948), а год спустя — музыкальная комедия по мотивам произведения Н. В. Гоголя «Ревизор» (1949). Тремя последними фильмами Хейла стали вестерн с Джоэлом Макри «Звезды в моей короне» (1950), ещё один вестерн «Кольт сорок пятого калибра» (1950) с Рэндольфом Скоттом и «Месть Робин Гуда» (1950), в которой Хейл в третий раз за карьеру сыграл Маленького Джона. Все три фильма вышли на экран через несколько месяцев после смерти Хейла в январе 1950 года.

## Актёрское амплуа и оценка творчества
Алан Хейл был высоким (рост 188 см), крупным актёром, карьера которого охватила период с 1912 по 1950 год. В 1920-е годы он быстро добился популярности в качестве актёра второго плана и изредка исполнял главные роли, а также сам поставил несколько фильмов.
С появлением звукового кино Хейл сыграл главные роли в нескольких фильмах, но вскоре начал карьеру одного из самых востребованных характерных актёров. В этом качестве он стал одним из постоянных членов так называемой постоянной труппы актёров студии Warner Bros., сыграв во множестве фильмов студии в период 1930—1940-х годов.
Свою наиболее известную роль Хейл сыграл, вероятно, в фильме «Приключения Робин Гуда» (1938), одном из тринадцати фильмов, в которых он снялся вместе со своим другом Эрролом Флинном. В этой картине Хейл предстал в образе Маленького Джона, эту же роль он сыграл в двух других фильмах о знаменитом разбойнике — «Робин Гуд» (1922) и «Месть Робин Гуда» (1950).
Хейл сыграл в трёх фильмах, которые номинировались на «Оскар» — «Это случилось однажды ночью» (1934), «Имитация жизни» (1934) и «Приключения Робин Гуда» (1938), и лишь первый из них завоевал награду.

## Изобретательская деятельность
Алан Хейл также известен как изобретатель. В частности, он изобрёл отъезжающее театральное кресло (чтобы зрители могли, не вставая, отодвинуться назад для пропуска проходящих). Как отмечалось в различных источниках, ему также принадлежат такие изобретения, как автомобильные тормоза нового типа, новый тип очков, который позволяет ясно и без помех видеть во всех направлениях, самозакрывающаяся баночная крышка, ручной огнетушитель и обезжиренные картофельные чипсы.

## Личная жизнь
С 1914 года вплоть до своей смерти в 1950 году Алан Хейл — старший был женат на актрисе немого кино Гретхен Хартман (англ.  Gretchen Hartman), которая в период с 1911 по 1929 год снялась в 66 фильмах. У пары было трое детей — Алан, Карен и Джинни.
Сын Алан Хейл — младший стал известным актёром, особенно популярным по роли Шкипера в телевизионном ситкоме «Остров Гиллигана» (1964—1967). Как неоднократно отмечали критики, отец и сын Хейлы были внешне очень похожи друг на друга. С разницей в 40 лет они даже сыграли одного и того же персонажа — Портоса. Хейл-старший сыграл его в фильме «Человек в железной маске» (1939), а Хейл-младший — в фильме «Пятый мушкетёр» (1979).

## Смерть
Алан Хейл — старший умер 22 января 1950 года в Голливуде, Калифорния, США, от печёночной недостаточности и вирусной инфекции.

## Фильмография

### Как актёр
| Год  |     | Русское название                   | Оригинальное название                    | Роль                                             |
| ---- | --- | ---------------------------------- | ---------------------------------------- | ------------------------------------------------ |
| 1912 | кор | Одного раза достаточно             | Once Was Enough                          | Дядя Том                                         |
| 1912 | кор | Барабанщик                         | The Drummer                              | Энтони Браун                                     |
| 1913 | кор | По человеческому закону            | By Man's Law                             | брат владелец                                    |
| 1913 | кор | Враги из Кентукки                  | Kentucky Foes                            | Фред Нельсон                                     |
| 1913 | кор | Его вдохновение                    | His Inspiration                          | Художник                                         |
| 1913 | кор | Поимка Дэвида Данна                | The Capturing of David Dunne             | Дэвид Данн                                       |
| 1913 | кор | Дети Святой Анны                   | The Children of St. Anne                 | Художник                                         |
| 1913 | кор | Пари                               | The Wager                                | мистер Эллис                                     |
| 1913 | кор | Поворот Дика                       | Dick's Turning                           | отец богатого парня                              |
| 1913 | кор | Светлячок                          | The Glow Worm                            |                                                  |
| 1913 | кор | Огни очага                         | Hearth Lights                            | Кент Рэнкин                                      |
| 1913 | кор | Наследник его дяди                 | His Uncle's Heir                         |                                                  |
| 1913 | кор | Больничный роман                   | A Hospital Romance                       | доктор                                           |
| 1913 | кор | Наивный пол                        | The Silly Sex                            | Джон Данкан                                      |
| 1913 | кор | Сестра контрабандиста              | The Smuggler's Sister                    | Джим Стюарт, Северо-Западная конная полиция      |
| 1913 | кор | Сумасброд с холмов                 | The Madcap of the Hills                  | Кингстон Форд, городской жулик                   |
| 1913 | кор | Украденная женщина                 | The Stolen Woman                         | Льюис Грэнтон                                    |
| 1913 | кор | Мария Рома                         | Maria Roma                               | муж Марии                                        |
| 1913 | кор | Мастерский взломщик                | The Master Cracksman                     | Парр, детектив                                   |
| 1913 | кор | Руна играет Купидона               | Runa Plays Cupid                         | доктор Хейл                                      |
| 1913 | кор | Вечная жертва                      | The Eternal Sacrifice                    | Артур Эллис                                      |
| 1913 | кор | Дом притворства                    | The House of Pretense                    | Дикон, муж                                       |
| 1914 | ф   | Джейн Эйр                          | Jane Eyre                                |                                                  |
| 1914 | ф   | Женщина в чёрном                   | The Woman in Black                       | Фрэнк Мэнсфилд                                   |
| 1914 | кор | Маски и лица                       | Masks and Faces                          | Эрнест Вэйн                                      |
| 1914 | кор | Мужчины и женщины                  | Men and Women                            | один из кредиторов Кирка                         |
| 1914 | кор | Сила прессы                        | The Power of the Press                   | Сэм Фриборн                                      |
| 1914 | кор | Сильное сердце                     | Strongheart                              | Ральф Торн                                       |
| 1914 | кор | Сверчок за очагом                  | The Cricket on the Hearth                | Эдвард Пламмер                                   |
| 1914 | кор | Обрывок бумаги                     | A Scrap of Paper                         | Проспер                                          |
| 1914 | кор | Закрывающаяся паутина              | The Closing Web                          | Брюс                                             |
| 1914 | кор | Женщина против женщины             | Woman Against Woman                      | Джон Трессидер                                   |
| 1914 | кор | Эрнест Малтраверс                  | Ernest Maltravers                        | Каструччио                                       |
| 1914 | кор | Гвендолин                          | Gwendolin                                | Дэниел Деронда                                   |
| 1914 | кор | Поток жизни                        | Life's Stream                            | молодой человек                                  |
| 1914 | кор | Кольцо и книга                     | The Ring and the Book                    | священник                                        |
| 1914 | кор | Мартин Чаззлвит                    | Martin Chuzzlewit                        | молодой Мартин Часслвит                          |
| 1914 | кор | На вершине                         | On the Heights                           | полковник Бреннан                                |
| 1915 | кор | Джейн Эйр                          | Jane Eyre                                |                                                  |
| 1915 | кор | Дора Торн                          | Dora Thorne                              | Хью Фернели                                      |
| 1915 | кор | Ист Линн                           | East Lynne                               | сэр Фрэнсис Лвинсон                              |
| 1915 | кор | Одинокий ковбой                    | The Lone Cowboy                          |                                                  |
| 1915 | кор | После бури                         | After the Storm                          | Элмер Хилтон                                     |
| 1915 | кор | Адам Бид                           | Adam Bede                                | Артур Боннитхорн                                 |
| 1915 | кор | Девушка, которая не забыла         | The Girl Who Didn't Forget               | соперник зеленщика                               |
| 1915 | кор | Деньги                             | Money                                    | Альфред Эвелин                                   |
| 1915 | кор | Американо                          | The Americano                            | Мэдисон, американо                               |
| 1915 | кор | Среди убитых                       | Among Those Killed                       |                                                  |
| 1915 | кор | Аврора Флойд                       | Aurora Floyd                             | Джон Меллиш                                      |
| 1915 | кор | Плохие деньги                      | Bad Money                                | детектив                                         |
| 1915 | кор | Романы Боба                        | Bob's Love Affairs                       | Боб Лейн                                         |
| 1915 | кор | Капитан Фракасс                    | Captain Fracasse                         | Барон де Сигонзак, он же капитан Фракасс         |
| 1915 | кор | Амур запутался                     | Cupid Entangled                          | возлюбленный                                     |
| 1915 | кор | Дочь Земли                         | A Daughter of Earth                      | Кин                                              |
| 1915 | кор | Завоевать вдову                    | Winning the Widow                        | холостяк                                         |
| 1915 | кор | Жёны мужчин                        | The Wives of Men                         | главный инженер                                  |
| 1915 | кор | Дело № 113                         | File No. 113                             | Проспер                                          |
| 1915 | кор | Палат Фредрика Холмса              | Frederick Holmes' Ward                   | Фредрик Холмс                                    |
| 1915 | кор | Три шляпы                          | Three Hats                               | Фред Беллами                                     |
| 1915 | кор | Проблема с сердцем                 | Heart Trouble                            | молодой романист                                 |
| 1915 | кор | Его экстренная жена                | His Emergency Wife                       | Джордж Хейнс                                     |
| 1915 | кор | Его цыганская жена                 | His Romany Wife                          | Траверс                                          |
| 1915 | кор | Его необычные уроки                | His Singular Lesson                      | Смит, муж                                        |
| 1915 | кор | Неизбежное                         | The Inevitable                           | художник                                         |
| 1915 | кор | Непреходящий урок                  | A Lasting Lesson                         | жених дочери                                     |
| 1915 | кор | Непреходящее пламя любви           | Love's Enduring Flame                    | Роберт Картер, выросший сын                      |
| 1915 | кор | Зыбучие пески общества             | The Quicksands of Society                | сын Торна во взрослом возрасте                   |
| 1915 | кор | Палата контрабандиста              | The Smuggler's Ward                      | Джек Харди                                       |
| 1915 | кор | Человек из города                  | The Man from Town                        | постоялец                                        |
| 1915 | кор | Новый секретарь миссис Рэндольф    | Mrs. Randolph's New Secretary            | племянник миссис Рэндольф                        |
| 1915 | кор | Проходящий шторм                   | The Passing Storm                        | деревенский кузнец                               |
| 1916 | ф   | Зверь                              | The Beast                                | ковбой                                           |
| 1916 | ф   | Вор любви                          | The Love Thief                           | капитан Артур Бойс                               |
| 1916 | ф   | Пурпурная дама                     | The Purple Lady                          | граф Луи Петелье                                 |
| 1916 | ф   | Бродяги                            | Rolling Stones                           | Джерри Брейден                                   |
| 1916 | ф   | Алая клятва                        | The Scarlet Oath                         | Джон Хантингтон                                  |
| 1916 | ф   | Женщина в деле                     | The Woman in the Case                    | Джулиан Ролф                                     |
| 1916 | ф   | Простофиля Вильсон                 | Pudd'nhead Wilson                        | Том Дрисколл                                     |
| 1916 | кор | Распродано                         | Sold Out                                 | Холси Брент                                      |
| 1916 | кор | Мадлен Морель                      | Madelaine Morel                          | Джулиан Дольберг                                 |
| 1917 | ф   | Вечная соблазнительница            | The Eternal Temptress                    | граф Рудольф Фритцель                            |
| 1917 | ф   | Круговорот жизни                   | Life's Whirlpool                         | доктор Генри Грей                                |
| 1917 | ф   | Один час                           | One Hour                                 | Г. Д. Стэнли                                     |
| 1917 | ф   | Цена, которую она заплатила        | The Price She Paid                       | Стэнли Бэйрд                                     |
| 1918 | ф   | Моральное самоубийство             | Moral Suicide                            | Лаки Траверс                                     |
| 1918 | ф   | Варвар                             | The Barbarian                            | Марк Грант                                       |
| 1921 | ф   | Четыре всадника Апокалипсиса       | The Four Horsemen of the Apocalypse      | Карл фон Хартротт                                |
| 1921 | ф   | Лиса                               | The Fox                                  | Руфус Б. Колтер                                  |
| 1921 | ф   | Великое воплощение                 | The Great Impersonation                  | Густав СЕйманн                                   |
| 1921 | ф   | По телеграфу                       | Over the Wire                            | Джеймс Твайфорд                                  |
| 1921 | ф   | Голос в темноте                    | A Voice in the Dark                      | доктор Хью Сейнсбери                             |
| 1921 | ф   | Мудрый глупец                      | A Wise Fool                              | Джордж Мэссон                                    |
| 1922 | ф   | Диктатор                           | The Dictator                             | Сэйбос                                           |
| 1922 | ф   | Кукольный дом                      | A Doll's House                           | Торвальд Хелмер                                  |
| 1922 | ф   | Один славный день                  | One Glorious Day                         | Бен Уодли                                        |
| 1922 | ф   | Робин Гуд                          | Robin Hood                               | Маленький Джон                                   |
| 1922 | ф   | Ловушка                            | The Trap                                 | Бенсон                                           |
| 1923 | ф   | Камео Кирби                        | Cameo Kirby                              | полковник Моро                                   |
| 1923 | ф   | Крытый фургон                      | The Covered Wagon                        | Сэм Вудхалл                                      |
| 1923 | ф   | Одиннадцатый час                   | The Eleventh Hour                        | принц Стефан де Берни                            |
| 1923 | ф   | Голливуд                           | Hollywood                                | Алан Хейл                                        |
| 1923 | ф   | Да здравствует король              | Long Live the King                       | Король КАрл                                      |
| 1923 | ф   | Главная улица                      | Main Street                              | Майлс Бьёрнстрам                                 |
| 1923 | ф   | Зыбучие пески                      | Quicksands                               | Ферраго                                          |
| 1923 | ф   | Чёрный бык                         | Black Oxen                               | принц Ройенхойер                                 |
| 1924 | ф   | Кодекс дикой природы               | Code of the Wilderness                   | принц Уиллард Мэстен                             |
| 1924 | ф   | Ради другой женщины                | For Another Woman                        |                                                  |
| 1924 | ф   | Девушки, которых забывают мужчины  | Girls Men Forget                         | Джимми Мэссон                                    |
| 1924 | ф   | Однажды ночью в Риме               | One Night in Rome                        | Люк Марено                                       |
| 1924 | ф   | Несчастья невесты                  | Troubles of a Bride                      | Гордон Блейк                                     |
| 1925 | ф   | Багровый бегун                     | The Crimson Runner                       | Грегори                                          |
| 1925 | ф   | Дик Тёрпин                         | Dick Turpin                              | Том Кинг                                         |
| 1925 | ф   | Лесть                              | Flattery                                 | Артур Бэррингтон                                 |
| 1926 | ф   | Сердца и кулаки                    | Hearts and Fists                         | Престон Толли                                    |
| 1926 | ф   | Тщеславие                          | Vanity                                   | Счастливый Дэн Морган                            |
| 1927 | ф   | Крушение «Гесперуса»               | The Wreck of the Hesperus                | Сингапурский Джек                                |
| 1928 | ф   | Полицейский                        | The Cop                                  | Мэтер                                            |
| 1928 | ф   | Леди-леопард                       | The Leopard Lady                         | Цезарь                                           |
| 1928 | ф   | О, Кей!                            | Oh Kay!                                  | Дженсен                                          |
| 1928 | ф   | Сила                               | Power                                    | Хэнсон                                           |
| 1928 | ф   | Сэл из Сингапура                   | Sal of Singapore                         | капитан Эриксон                                  |
| 1928 | ф   | Небоскрёб                          | Skyscraper                               | Слим Стрид                                       |
| 1928 | ф   | Игрок                              | The Spieler                              | Флэш                                             |
| 1929 | ф   | Морская пехота                     | The Leatherneck                          | Отто Шмидт                                       |
| 1929 | ф   | Жаркий ритм                        | Red Hot Rhythm                           | Уолтер                                           |
| 1929 | ф   | Увольнительная моряка              | Sailor's Holiday                         | Адам Пайк                                        |
| 1929 | ф   | Сок                                | The Sap                                  | Джим Белден                                      |
| 1930 | ф   | Она получила, что хотела           | She Got What She Wanted                  | Дейв                                             |
| 1931 | ф   | Алоха                              | Aloha                                    | Стивенс                                          |
| 1931 | ф   | Ночной ангел                       | Night Angel                              | Бизел                                            |
| 1931 | ф   | Морской призрак                    | The Sea Ghost                            | капитан Грег Уинтерс                             |
| 1931 | ф   | Грех Мадлон Клоде                  | The Sin of Madelon Claudet               | Хьюберт                                          |
| 1931 | ф   | Сюзанна Ленокс                     | Susan Lenox (Her Fall and Rise)          | Джей Мондструм                                   |
| 1932 | ф   | Спичечный король                   | The Match King                           | Борглунд                                         |
| 1932 | ф   | Ребекка с фермы Саннибрук          | Rebecca of Sunnybrook Farm               | мистер Симпсон                                   |
| 1932 | ф   | Такой большой!                     | So Big!                                  | Класс Пул                                        |
| 1932 | ф   | Вокзал «Юнион Депо»                | Union Depot                              | Барон, он же Буши Слоун                          |
| 1933 | ф   | Назначение неизвестно              | Destination Unknown                      | Лундстрём                                        |
| 1933 | ф   | Какова цена порядочности           | What Price Decency                       | Клаус ван Лейден                                 |
| 1934 | ф   | Ребёнок мисс Фейн похищен          | Miss Fane's Baby Is Stolen               | Сэм                                              |
| 1934 | ф   | Невесты с картинки                 | Picture Brides                           | фон Люден                                        |
| 1934 | ф   | Бэббит                             | Babbitt                                  | Чарли Макелви                                    |
| 1934 | ф   | Туман над Фриско                   | Fog Over Frisco                          | шеф полиции О’Мэлли                              |
| 1934 | ф   | Большие надежды                    | Great Expectations                       | Джо Гэрджери                                     |
| 1934 | ф   | Имитация жизни                     | Imitation of Life                        | Мартин, поставщие мебели                         |
| 1934 | ф   | Это случилось однажды ночью        | It Happened One Night                    | Дэнкер                                           |
| 1934 | ф   | Маленький человек — что же дальше? | Little Man, What Now?                    | Холгер Джекман                                   |
| 1934 | ф   | Маленький священник                | The Little Minister                      | Роб Роу                                          |
| 1934 | ф   | Потерянный патруль                 | The Lost Patrol                          | повар                                            |
| 1934 | ф   | Бремя страстей человеческих        | Of Human Bondage                         | Миллер                                           |
| 1934 | ф   | Алая буква                         | The Scarlet Letter                       | Бартоломью Хокингс                               |
| 1934 | ф   | Всегда есть завтра                 | There's Always Tomorrow                  | Генри                                            |
| 1934 | ф   | Бродвей Билл                       | Broadway Bill                            | руководитель оркестра (в титрах не указан)       |
| 1935 | ф   | Другое лицо                        | Another Face                             | Чарльз Л. Келлар, глава студии                   |
| 1935 | ф   | Крестовые походы                   | The Crusades                             | Блондел                                          |
| 1935 | ф   | Добрая фея                         | The Good Fairy                           | Морис Шлапколь                                   |
| 1935 | ф   | Великолепная старая подруга        | Grand Old Girl                           | Клик Дейд                                        |
| 1935 | ф   | Гибель Помпеи                      | The Last Days of Pompeii                 | Бербикс                                          |
| 1935 | ф   | Голливудская статистка             | Hollywood Extra Girl                     | актёр, играющий крестоносца (в титрах не указан) |
| 1936 | ф   | Страна за пределами                | The Country Beyond                       | Джим Элисон                                      |
| 1936 | ф   | Послание Гарсии                    | A Message to Garcia                      | доктор Иван Круг                                 |
| 1936 | ф   | Наши отношения                     | Our Relations                            | Джо Гроган, официант Денкера                     |
| 1936 | ф   | Условный срок                      | Parole                                   | Джон Борчард                                     |
| 1936 | ф   | Двое во тьме                       | Two in the Dark                          | инспектор полиции Флорио                         |
| 1936 | ф   | Йеллоустоун                        | Yellowstone                              | Джон Александер Хардиган                         |
| 1937 | ф   | Страна Бога и женщина              | God's Country and the Woman              | Бьорн Скалка                                     |
| 1937 | ф   | Высокий, широкоплечий и красивый   | High, Wide and Handsome                  | Уолт Бреннан                                     |
| 1937 | ф   | Музыка для мадам                   | High Music for Madame                    | детектив Флюгельман                              |
| 1937 | ф   | Принц и нищий                      | The Prince and the Pauper                | капитан охраны                                   |
| 1937 | ф   | Стелла Даллас                      | Stella Dallas                            | Эд Манн                                          |
| 1937 | ф   | Тонкий лёд                         | Thin Ice                                 | Барон                                            |
| 1937 | ф   | Прыжок к славе                     | Jump for Glory                           | Джим Дайалл «Полковник Фейн»                     |
| 1938 | ф   | Приключения Марко Поло             | The Adventures of Marco Polo             | Кайду                                            |
| 1938 | ф   | Приключения Робин Гуда             | The Adventures of Robin Hood             | Маленький Джон                                   |
| 1938 | ф   | Алжир                              | Algiers                                  | дедушка                                          |
| 1938 | ф   | Четверо человек и проситель        | Four Men and a Prayer                    | мистер Ферной                                    |
| 1938 | ф   | Послушай, дорогая                  | Listen, Darling                          | Джей Джей Слэттери                               |
| 1938 | ф   | Сёстры                             | The Sisters                              | Сэм Джонсон                                      |
| 1938 | ф   | Долина титанов                     | Valley of the Giants                     | »Окс» Смит                                       |
| 1939 | ф   | Додж-Сити                          | Dodge City                               | Алгернон «Расти» Харт                            |
| 1939 | ф   | Пыль будет моей судьбой            | Dust Be My Destiny                       | Майк Леонард                                     |
| 1939 | ф   | Человек в железной маске           | The Man in the Iron Mask                 | Портос                                           |
| 1939 | ф   | На пуантах                         | On Your Toes                             | Сергей Александрович                             |
| 1939 | ф   | Тихоокеанский лайнер               | Pacific Liner                            | Галлахер                                         |
| 1939 | ф   | Частная жизнь Елизаветы и Эссекса  | The Private Lives of Elizabeth and Essex | граф Тайрон                                      |
| 1940 | ф   | Борющийся 69-й                     | The Fighting 69th                        | сержант «Большой Майк» Уинн                      |
| 1940 | ф   | Зеленый ад                         | Green Hell                               | доктор Лорен                                     |
| 1940 | ф   | Дорога на Санта-Фе                 | Santa Fe Trail                           | Текс Белл                                        |
| 1940 | ф   | Морской ястреб                     | The Sea Hawk                             | Карл Питт                                        |
| 1940 | ф   | Они ехали ночью                    | They Drive by Night                      | Эд Карлсен                                       |
| 1940 | ф   | Троекратное ура ирландцам          | 3 Cheers for the Irish                   | Галлахер                                         |
| 1940 | ф   | Буксирщица Энни снова в пути       | Tugboat Annie Sails Again                | капитан Баллвинкл                                |
| 1940 | ф   | Вирджиния-Сити                     | Virginia City                            | Олаф Свенсон                                     |
| 1940 | ф   | Алиса в киномире                   | Alice in Movieland                       | гость Карло (в титрах не указан)                 |
| 1941 | ф   | Шаги в темноте                     | Footsteps in the Dark                    | инспектор полиции С. У. Мейсон                   |
| 1941 | ф   | Великий мистер Никто               | The Great Mr. Nobody                     | «Шкипер» Мартин                                  |
| 1941 | ф   | Улыбающийся призрак                | The Smiling Ghost                        | Нортон, дворецкий                                |
| 1941 | ф   | Клубничная блондинка               | The Strawberry Blonde                    | Старик Граймс                                    |
| 1941 | ф   | Воры проигрывают                   | Thieves Fall Out                         | Родни Барнс                                      |
| 1941 | ф   | Мужская сила                       | Manpower                                 | Джамбо Уэллс                                     |
| 1942 | ф   | Капитаны облаков                   | Captains of the Clouds                   | Фрэнсис Патрик «Тайни» Мёрфи                     |
| 1942 | ф   | Отчаянное путешествие              | Desperate Journey                        | сержант Кирк Эдвардс                             |
| 1942 | ф   | Джентльмен Джим                    | Gentleman Jim                            | Пэт Корбетт                                      |
| 1942 | ф   | Девушка на танцах                  | Juke Girl                                | Йиппи                                            |
| 1943 | ф   | Война в Северной Атлантике         | Action in the North Atlantic             | Боутс О’Хара                                     |
| 1943 | ф   | Пункт назначения — Токио           | Destination Tokyo                        | »Куки» Уэйнрайт                                  |
| 1943 | ф   | Благодари судьбу                   | Thank Your Lucky Stars                   | Алан Хейл                                        |
| 1943 | ф   | Это армия                          | This Is the Army                         | сержант Макги                                    |
| 1944 | ф   | Приключения Марка Твена            | The Adventures of Mark Twain             | Стив Гиллис                                      |
| 1944 | ф   | Голливудская лавка для войск       | Hollywood Canteen                        | Алан Хейл                                        |
| 1944 | ф   | Джейни                             | Janie                                    | профессор Мэтью Кью. Рирдон                      |
| 1944 | ф   | Сделай собственную кровать         | Make Your Own Bed                        | Уолтер Уирти                                     |
| 1945 | ф   | Побег в пустыне                    | Escape in the Desert                     | доктор Орвилл Теддер                             |
| 1945 | ф   | Бог — мой второй пилот             | God Is My Co-Pilot                       | Большой Майк Харриган                            |
| 1945 | ф   | Отель «Берлин»                     | Hotel Berlin                             | Херман Плоттке                                   |
| 1945 | ф   | Грубо говоря                       | Roughly Speaking                         | Лью Мортон                                       |
| 1946 | ф   | Человек, которого я люблю          | The Man I Love                           | Райли                                            |
| 1946 | ф   | Ночь и день                        | Night and Day                            | Леон Доулинг                                     |
| 1946 | ф   | Опасный отпуск                     | Perilous Holiday                         | доктор Лилли                                     |
| 1946 | ф   | Время, место и девушка             | The Time, the Place and the Girl         | Джон Брэйден                                     |
| 1947 | ф   | Шайенн                             | Cheyenne                                 | Фред Даркин                                      |
| 1947 | ф   | Моя дикая ирландская роза          | My Wild Irish Rose                       | Джон Донован                                     |
| 1947 | ф   | Преследуемый                       | Pursued                                  | Джейк Дингл                                      |
| 1947 | ф   | Этот путь с женщиной               | That Way with Women                      | Херман Бринкер                                   |
| 1948 | ф   | Похождения Дон Жуана               | Adventures of Don Juan                   | Лепорелло                                        |
| 1948 | ф   | Моя девушка Тиса                   | My Girl Tisa                             | Дуган                                            |
| 1948 | ф   | Кнут                               | Whiplash                                 | Терранс О’Лири                                   |
| 1948 | ф   | Всегда оставляй их смеющимися      | Always Leave Them Laughing               | Сэм Уошбёрн                                      |
| 1949 | ф   | Дом на другой стороне              | The House Across the Street              | Джей Би Гренделл                                 |
| 1949 | ф   | Ревизор                            | The Inspector General                    | Ковач                                            |
| 1949 | ф   | К югу от Сент-Луиса                | South of St. Louis                       | Джейк Эвартс                                     |
| 1949 | ф   | Братья Янгеры                      | The Younger Brothers                     | шериф Кнудсон                                    |
| 1950 | ф   | Кольт сорок пятого калибра         | Colt .45                                 | шериф Харрис                                     |
| 1950 | ф   | Месть Робин Гуда                   | Rogues of Sherwood Forest                | Маленький Джон                                   |
| 1950 | ф   | Звёзды в моей короне               | Stars in My Crown                        | Джед Избелл                                      |

### Как режиссёр
| Год  |   | Русское название   | Оригинальное название | Роль     |
| ---- | - | ------------------ | --------------------- | -------- |
| 1915 | ф | Проходящий шторм   | The Passing Storm     | режиссёр |
| 1925 | ф | Храброе сердце     | Braveheart            | режиссёр |
| 1925 | ф | Алый медовый месяц | The Scarlet Honeymoon | режиссёр |
| 1925 | ф | Свадебная песня    | The Wedding Song      | режиссёр |
| 1926 | ф | Запретные воды     | Forbidden Waters      | режиссёр |
| 1926 | ф | Рискованный бизнес | Risky Business        | режиссёр |
| 1926 | ф | Любитель спорта    | The Sporting Lover    | режиссёр |
| 1927 | ф | Резиновые шины     | Rubber Tires          | режиссёр |
| 1936 | ф | Дом по соседству   | Neighborhood House    | режиссёр |